# لوچیانو چیولی
لوچیانو چیولی (انگلیسی: Luciano Civelli؛ زادهٔ ۶ اکتبر ۱۹۸۶) بازیکن فوتبال اهل آرژانتین است.
از باشگاه‌هایی که در آن بازی کرده‌است می‌توان به باشگاه فوتبال ایپسویچ تاون، باشگاه فوتبال لیبرتاد، باشگاه فوتبال بانفیلد، و باشگاه فوتبال اونیورسیداد شیلی اشاره کرد.